# Zéphyre (opéra-ballet)
Pour les articles homonymes, voir Zéphir.

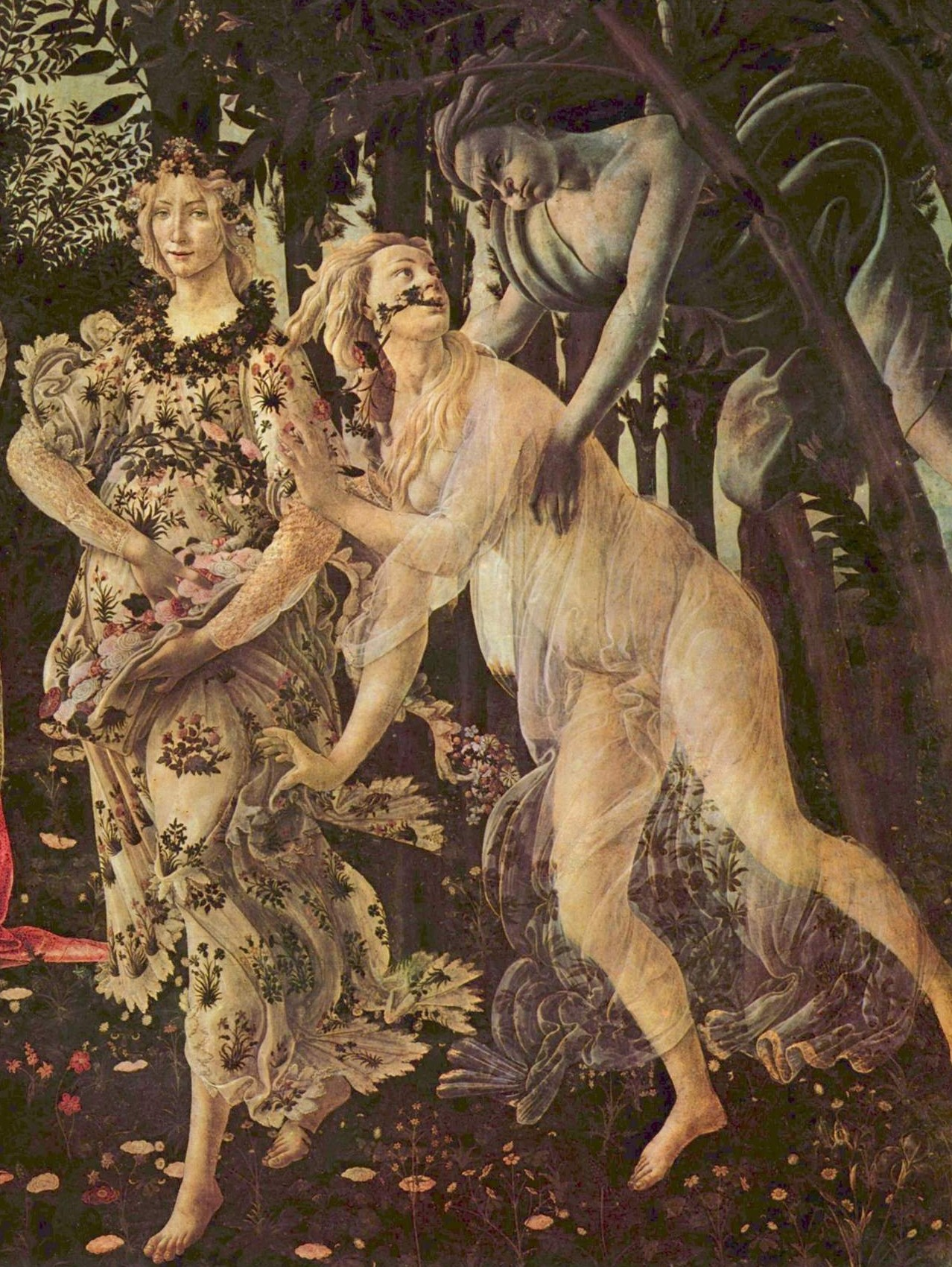
Zéphyre et Cloris, qui devient Flore, par Botticelli

Zéphyre (ou Les Nymphes de Diane) est un acte de ballet composé par Jean-Philippe Rameau.
On ne connaît ni sa date de composition (très probablement après 1745), ni celles d'éventuelles représentations, ni le nom de l'auteur du livret. Cette œuvre était peut-être destinée à faire partie d'un opéra-ballet dont le titre aurait été Les Beaux Jours de l'Amour. En effet, cette indication est portée, comme c'est le cas pour Nélée et Myrthis, sur sa partition autographe retrouvée au XIXe siècle dans une vente publique. Mais, aucun opéra-ballet de ce nom n'est reporté par les sources de l'époque : peut-être est-il resté à l'état de projet.
Zéphyre est considéré, avec Pygmalion et La Guirlande comme un des meilleurs actes de ballet composés par Rameau (Masson, Beaussant et Girdlestone, op.cit.). 
L'intrigue (inspirée de la mythologie greco-romaine) joue, comme habituellement, sur les sentiments amoureux : Zéphyre, dieu des vents, est amoureux de Cloris, et lui déclare sa flamme alors que Diane est absente. Mais cette dernière impose la chasteté à ses suivantes et Cloris redoute sa colère. Zéphyre appelle le dieu Amour à son aide : Diane arrive, annoncée par des cors, mais elle est accompagnée de son amant, Endymion et glorifie l'amour, délivrant ses compagnes de leur obligation. Cloris est élevée au rang de déesse et devient Flore. Chants et louanges pour célébrer l'amour.

## Discographie
- Zéphyre (avec La Guirlande), Les Arts Florissants, William Christie (2 CD Erato, 2001)

## Sources
- Philippe Beaussant (dir.), Rameau de A à Z, Paris, Fayard, mai 1983, 397 p. (ISBN 2-213-01277-6) p.355
- (en) Cuthbert Girdlestone, Jean-Philippe Rameau : His life and work, New York, Dover Publications, coll. « Dover books on music, music history », 1969, 2e éd. (1re éd. 1957), 631 p. (ISBN 0-486-26200-6, lire en ligne) pp. 468-469